# Karmen Pedaru
Karmen Pedaru (Kehra, 10 maggio 1990) è una modella estone.

## Biografia
Ex portiere della nazionale di calcio femminile estone, Karmen Pedaru viene scoperta nel 2005, in un teatro a Tallinn, ed ottiene nel 2006 un contratto con l'agenzia NEXT Model Management. A giugno compare in un servizio su Teen Vogue ed a settembre debutta sulle passerelle Londinesi di Christopher Kane. Nello stesso mese sfilerà anche per Emporio Armani e Marni a Milan. Dopo aver saltato quasi completamente la stagione 2007, la Pedaru torna l'anno successivo sulle passerelle di Louis Vuitton a Parigi.
Nel 2008 sia il sito models.com che il sito Style.com eleggono Karmen Pedaru come nuova modella del momento. Intanto la Pedaru sfila per Donna Karan, Lacoste, Marc Jacobs, Dries van Noten, Christian Dior e Yves Saint Laurent ed appare su Numéro, fotografata da Greg Kadel, su V, fotografata da Mario Testino e su Vogue Paris fotografata da Jan Welters. Nel 2010 la Pedaru è comparsa sulle copertine dell'edizione coreane e giapponesi di Numéro e sul Sunday Telegraph Fashion.
Nel corso della sua carriera la modella è stata la testimonial per le campagne promozionali internazionali di Barney's New York, Chloé, Costume National, D&G Resort, Emporio Armani, il profumo Fan di Fendi, Gap, Gucci eyewear, H&M Divided, Jill Stuart, il profumo Night Jewel, Missoni, Ralph Lauren, Roberto Cavalli, Salvatore Ferragamo ed Y-3 fra gli altri.

## Agenzie
- NEXT – New York, Milano, Parigi, Londra
- Model Management – Amburgo
- View Management – Barcellona
- Public Image Management – Montreal
- MIKAs – Stoccolma